# Don’t Speak
Don’t Speak (englisch etwa für Sag nichts) ist ein Lied der US-amerikanischen Rockband No Doubt. Der Song ist die dritte Singleauskopplung ihres dritten Studioalbums Tragic Kingdom und wurde am 15. April 1996 in den Vereinigten Staaten für das Radio veröffentlicht. Im deutschsprachigen Raum erschien die Single am 8. November 1996.

## Inhalt
Don’t Speak ist eine Rockballade, die vom Trennungsschmerz am Ende einer Liebesbeziehung handelt. Darin blickt das lyrische Ich in Trauer auf die vergangene Beziehung zurück und meint, dass es die Gründe für die Trennung gar nicht wissen wolle, weil es zu sehr schmerze. Laut Sängerin und Liedtexterin Gwen Stefani handelt der Song von dem Ende ihrer Beziehung mit dem Bandmitglied Tony Kanal, der sich nach sieben Jahren 1994 von ihr trennte.

“You and me, we used to be together

Every day together, always

I really feel that I’m losin’ my best friend

I can’t believe this could be the end

[…]

Don’t speak, I know just what you’re sayin’

So please stop explainin’

Don’t tell me ’cause it hurts”

## Produktion
Don’t Speak wurde von dem US-amerikanischen Musiker und Musikproduzenten Matthew Wilder produziert. Der Text wurde von Gwen Stefani und ihrem Bruder, dem vormaligen Bandmitglied Eric Stefani, geschrieben, der auch für die Komposition verantwortlich zeichnete.

## Musikvideo
Bei dem zu Don’t Speak gedrehten Musikvideo führte die britische Regisseurin Sophie Muller Regie. Auf YouTube verzeichnet das Video über 730 Millionen Aufrufe (Stand April 2020).
Zu Beginn pflückt Bandmitglied Tony Kanal eine mit Maden befallene Orange von einem Baum. Ein Großteil des Videos zeigt, wie die Band das Lied auf einer Bühne in den Mack Sennett Studios in Silver Lake ohne Publikum spielt. Daneben sind auch Auftrittsszenen mit Publikum enthalten. Weitere Szenen handeln von einem Fotoshooting der Gruppe, bei dem Gwen Stefani im Mittelpunkt steht, während die anderen drei Bandmitglieder nur Randfiguren sind. Am Ende des Videos wird die Anfangsszene rückwärts abgespielt und Tony Kanal hängt die Orange wieder an den Baum.
Bei den MTV Video Music Awards 1997 erhielt das Video den Preis in der Kategorie Best Group Video.

## Single

### Covergestaltung
Das Singlecover zeigt im oberen Teil Gwen Stefani im Outfit des Musikvideos, mit einer Orange in der Hand. Daneben befinden sich die Schriftzüge Don’t Speak in Türkis und No Doubt in Gelb. Im unteren Teil sind die drei männlichen Bandmitglieder Tony Kanal, Tom Dumont und Adrian Young zu sehen. Der Hintergrund ist dunkel gehalten.

### Titelliste
1. Don’t Speak (Album Version) – 4:23
2. Don’t Speak (Alternative Version) – 4:23
3. Hey You (Acoustic Version) – 3:25
4. Greener Pastures – 5:05

### Chartplatzierungen
Don’t Speak stieg am 16. Dezember 1996 auf Platz 70 in die deutschen Singlecharts ein und erreichte fünf Wochen später mit Rang zwei die beste Platzierung, auf der es sich sechs Wochen hielt. Insgesamt konnte sich die Single 25 Wochen in den Top 100 halten, davon 14 Wochen in den Top 10. Darüber hinaus erreichte das Lied für zehn Wochen die Chartspitze der deutschen Airplaycharts. In den deutschen Single-Jahrescharts 1997 belegte die Single Platz sechs. Die Chartspitze erreichte Don’t Speak unter anderem in: Australien, Neuseeland, der Niederlande, Norwegen, Schweden, der Schweiz und dem Vereinigten Königreich. In den Vereinigten Staaten wurde das Stück nicht als kommerzielle Single veröffentlicht und konnte sich daher nicht in den Billboard Hot 100 platzieren, erreichte aber für 16 Wochen die Spitze der Hot 100 Airplay Charts.
| ChartsChartplatzierungen     | Höchstplatzierung | Wochen |
| ---------------------------- | ----------------- | ------ |
| Deutschland (GfK)            | 2 (25 Wo.)        | 25     |
| Österreich (Ö3)              | 2 (16 Wo.)        | 16     |
| Schweiz (IFPI)               | 1 (28 Wo.)        | 28     |
| Vereinigtes Königreich (OCC) | 1 (21 Wo.)        | 21     |

| ChartsJahrescharts (1997)    | Platzierung |
| ---------------------------- | ----------- |
| Deutschland (GfK)            | 6           |
| Österreich (Ö3)              | 5           |
| Schweiz (IFPI)               | 5           |
| Vereinigtes Königreich (OCC) | 4           |

### Auszeichnungen für Musikverkäufe
Don’t Speak wurde 1997 für mehr als 500.000 Verkäufe in Deutschland mit einer Platin-Schallplatte ausgezeichnet. Im Vereinigten Königreich und in den Vereinigten Staaten erhielt die Single für über 1,8 bzw. drei Millionen verkaufte Einheiten jeweils eine dreifache Platin-Schallplatte.

| Land/Region                  | Auszeichnungen für Musikverkäufe (Land/Region, Auszeichnung, Verkäufe) | Verkäufe  |
| ---------------------------- | ---------------------------------------------------------------------- | --------- |
| Australien (ARIA)            | 2× Platin                                                              | 140.000   |
| Belgien (BRMA)               | Platin                                                                 | 50.000    |
| Dänemark (IFPI)              | Gold                                                                   | 45.000    |
| Deutschland (BVMI)           | Platin                                                                 | 500.000   |
| Frankreich (SNEP)            | Gold                                                                   | 250.000   |
| Italien (FIMI)               | Gold                                                                   | 25.000    |
| Niederlande (NVPI)           | Gold                                                                   | 50.000    |
| Neuseeland (RMNZ)            | 2× Platin                                                              | 60.000    |
| Norwegen (IFPI)              | 2× Platin                                                              | 40.000    |
| Österreich (IFPI)            | Gold                                                                   | 25.000    |
| Schweden (IFPI)              | Gold                                                                   | 15.000    |
| Schweiz (IFPI)               | Platin                                                                 | 50.000    |
| Spanien (Promusicae)         | Platin                                                                 | 60.000    |
| Vereinigte Staaten (RIAA)    | 3× Platin                                                              | 3.000.000 |
| Vereinigtes Königreich (BPI) | 3× Platin                                                              | 1.800.000 |
| Insgesamt                    | 6× Gold · 16× Platin ·                                                 | 6.110.000 |

Hauptartikel: No Doubt/Auszeichnungen für Musikverkäufe
Bei den Grammy Awards 1998 war Don’t Speak in der Kategorie Song of the Year nominiert, unterlag aber Sunny Came Home von Shawn Colvin.